# Caradrina menetriesii
Caradrina menetriesii är en fjärilsart som beskrevs av Aurivillius. Caradrina menetriesii ingår i släktet Caradrina och familjen nattflyn. Inga underarter finns listade i Catalogue of Life.